# OKI Common Lisp
OKI Common Lisp (開発コードネーム Tachyon Common Lisp) は沖電気工業によるCommon Lispの実装である。
当時最も高速であったLucid Common Lispよりもインタプリタで6倍、コンパイラで2倍の高速性を誇り、一部のベンチマークでは最適化されたCコードよりも同一マシン上で高速であったため、開発者によりC(物理の光速度)よりも高速という意味を込めてTachyon Common Lispと名付けられた。

## 言語仕様
開発当初はCLtL2準拠であったが、後にANSI規格への準拠が進められた

## 動作プラットフォーム
OKIstation 7300を初期動作プラットフォームとしたが、後にSPARC、PA-RISCを搭載するマシンへも移植された。